# Анташ (Эшпозенди)
Анташ (порт. Antas) — район (фрегезия) в Португалии, входит в округ Брага. Является составной частью муниципалитета Эшпозенде. По старому административному делению входил в провинцию Минью. Входит в экономико-статистический субрегион Каваду, который входит в Северный регион. Население составляет 2163 человека на 2001 год. Занимает площадь 6,97 км².
Покровителем района считается Святой Пайю (порт. São Paio).